# Model 1816 Musket
O Springfield Model 1816 Musket é um mosquete de pederneira de calibre .69" fabricado no início do século XIX no Arsenal Springfield e no Arsenal Harpers Ferry.

## Visão geral
O Springfield Model 1816 foi a segunda geração de tentativas de melhorar o processo de design e fabricação dos mosquetes anteriores cujas deficiêncis foram evidenciadas na Guerra de 1812, mais especificamente sobre o "Model 1812". O Model 1816 apresentou mais melhorias e substituiu o Model 1812, no entanto, ele continuou emprestando muito do design do mosquete francês Charleville Modèle 1777, já adotado pelo Model 1812.

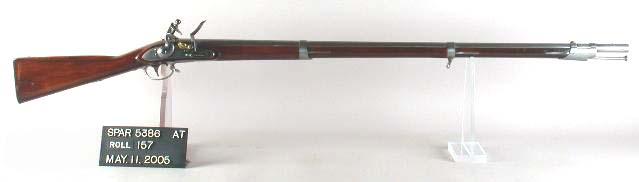
Um exemplar do Springfield Model 1816.

## Características
O Model 1816 era um mosquete de calibre ,69 in (17,5 mm) com cano longo de alma lisa, de 42 in (1 070 mm) de comprimento, semelhante ao Model 1812,  e comprimento total de 58 in (1 470 mm) O que distinguia o Model 1816 do Model 1612, eram: uma placa do mecanismo de bloqueio mais longa, um guarda-mato mais curto e uma baioneta mais longa e um coronha mais curta.

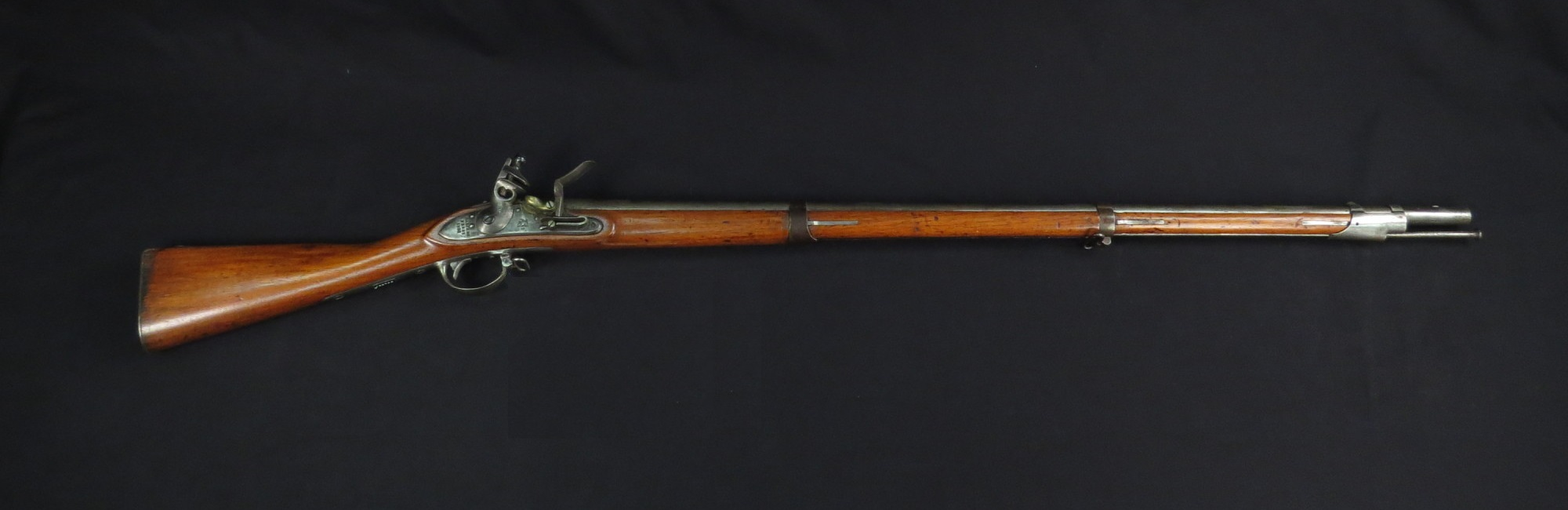
O Springfield Model 1816.

### Produção
O Springfield Model 1816 foi o primeiro mosquete longo de uso militar padrão dos EUA a ser originalmente fabricado nos arsenais Harpers Ferry e Springfield com peças completamente intercambiáveis, entre 1816 e 1844. Cerca de 675.000 foram fabricados, mais do que qualquer outro mosquete de pederneira na história dos EUA.
O Model 1816 foi originalmente fabricado como um mosquete de pederneira e muitos deles foram posteriormente convertidos para o sistema de espoleta de percussão, que era muito mais confiável e resistente às intempéries. A conversão era feita com o encaixe de um novo plugue da culatra, substituindo a "caçoleta" por um "ouvido" para a espoleta de percussão, além da substituição do cão com a "cabeça" em forma de martelo em vez do formato de pinça do sistema de pederneira.
| O Springfield Model 1816 convertido para percussão · O Springfield Model 1816 convertido para percussão |  | Close do mecanismo de ação do Springfield Model 1816 convertido para percussão. |

## Utilização
O Model 1816 Springfield foi usado por texianos durante a Revolução do Texas e pelo Exército dos EUA e milícias durante a Guerra Mexicano-Americana. Durante este conflito, a versão de pederneira do Model 1816 foi preferida pelas forças regulares dos EUA, devido a preocupações com o fornecimento de espoletas de percussão.
O Model 1816 também foi usado durante os primeiros anos da Guerra Civil Americana até cerca de 1862. A grande maioria dos mosquetes Model 1816 foi convertidos para o sistema de espoleta de percussão em 1860. Mosquetes feitos antes de 1821 eram considerados muito desatualizados para serem considerados úteis e não foram convertidos. A maioria deles estava em arsenais do sul e um grande número de soldados confederados durante o primeiro ano da Guerra Civil teve a infelicidade de carregar mosquetes de pederneira, alguns dos quais datados da Guerra de 1812.
Posteriormente, muitas melhorias foram feitas no Model 1816, gerando os Models: 1822, 1835, 1840 e 1842. O Departamento de Artilharia dos EUA referiu-se a estes como modelos diferentes, mas em outros documentos do governo dos EUA eles são referidos como uma continuação do Modelo 1816. As referências históricas modernas são igualmente inconsistentes na nomenclatura dessas armas.

## Guerras
Esses foram os conflitos nos quais o Springfield Model 1816 foi utilizado:
- Guerras Indígenas nos EUA
- Guerras Texas-indígenas
- Guerra Arikara
- Guerra Winnebago
- Guerra de Black Hawk
- Segunda Guerra Seminole
- Guerra de Aroostook
- Guerra Mexicano-Americana
- Guerra Civil Americana